# Lijst van loges in Charleroi
Deze lijst van Loges in Charleroi en Lodelinsart betreft zowel nog bestaande als historische loges uit de vrijmetselarij en de para-maçonnerie.
Alle hier vermelde loges zijn actief, tenzij een einddatum wordt vermeld.
De werkplaatsen zijn terug te vinden op volgende adressen:
- i. Rue Tumelaire 17 6000 Charleroi (T.V.)

## Vrijmetselarij

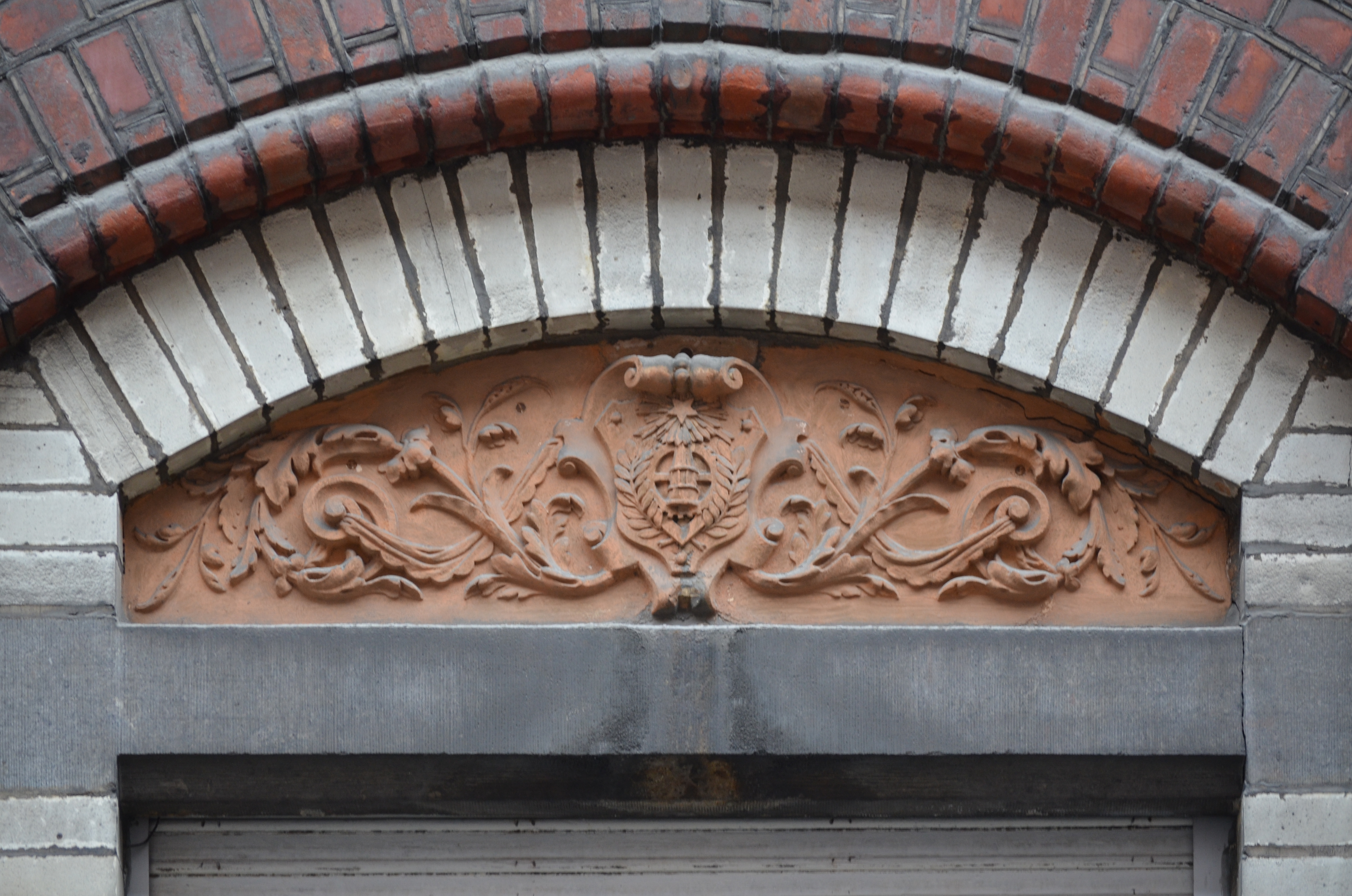
Embleem van de vrijmetselaarsloge La Charité op het huis van Émile Buisset.

### Grand Orient de France
Het G.O.F. kent één slapende loge:
- nº ... : Les Amis de la Vertu (XXXX-XXXX) - Franstalig

### Grootoosten van België
Het G.O.B. kent één actieve en één slapende loge:
- nº ... : L'Avenir et l'Industie (1837-XXXX) - Franstalig
- nº 16 : La Charité (1879) - Franstalig

### Le Droit Humain
Het D.H. kent een actieve loge:
- symbolische loge nº 1096 : Bâtir (1953) - Franstalig

### Grootloge van België
De G.L.B. kent één actieve loge:
- n* 10 : L'Espérance (1959) - Franstalig

### Vrouwengrootloge van België
De V.G.L.B. kent één actieve loge:
- nº ... : L’Epi (XXXX) - Franstalig

### Reguliere Grootloge van België
De R.G.L.B. kent drie actieve loges:
- nº 5 : L'Avenir et L'Espérance (1972) - Franstalig
- nº 10 : Le Carré Long (1979) - Franstalig
- nº 26 : Semper Fidelis (1991) - Franstalig

### District Grootloge van Merkmeesters in België
De District Grootloge kent één werkplaats:
- loge nº ... (XXXX) - Franstalig

### Opperraad van de Aloude en Aangenomen Schotse Ritus voor België
De Opperraad kent drie werkplaatsen:
- perfectieloge nº ... : ... (XXXX) - Franstalig
- kapittel nº ... : ... (XXXX) - Franstalig
- areopagus nº ... : ... (XXXX) - Franstalig

### Memphis-Misraïm
Het S.S.M.M. kent één slapende loge:
- nº ... : ... (XXXX-XXXX) - Franstalig

## Para-Maçonnerie

### Theosofische Vereniging
De T.V. heeft één actieve werkplaats:
- Branche Science de la Vie (1975) (i.) - Franstalig

Vrijmetselarij · Beginselen · Geschiedenis · Symbolen · Vrijmetselaarsloge · Ordegrondwet · Obediëntie · Regulariteit en irregulariteit · Ritus · Graden · Grootmeester · Gemengde vrijmetselarij · Para-vrijmetselarij · Antivrijmetselarij · Vrijmetselarij in Nederland · Vrijmetselarij in België · Internationale vrijmetselarij
>>> Meer info op Portaal:Vrijmetselarij <<<